# Anselmo Fernández
Anselmo Fernández Rodríguez (Lisbona, 21 agosto 1918 – Madrid, 19 gennaio 2000) è stato un allenatore di calcio e architetto portoghese.

## Carriera
Nato nel 1918 a Lisbona, era di origine spagnola. A 16 anni inizia a giocare a calcio, militando tra l'altro nelle giovanili dello Sporting Lisbona, ma deve concludere la carriera anticipatamente per motivi di salute. In seguito praticherà anche la pallacanestro, il tennistavolo e il rugby. Nel 1951, a 33 anni, viene chiamato ad allenare le giovanili dello Sporting Lisbona, rimanendo una stagione.
Nel marzo 1964 viene chiamato sulla panchina della prima squadra dello Sporting Lisbona, in sostituzione del brasiliano Gentil Cardoso, dopo 3 pareggi di fila in campionato e la sconfitta per 4-1 contro il Manchester Utd nell'andata dei quarti di finale di Coppa delle Coppe. Fernandez riesce a ribaltare il risultato, ottenendo un successo per 5-0 a Lisbona contro la squadra tra gli altri di Bobby Charlton e George Best, alla prima stagione da professionista. Terzo in campionato ed eliminato al terzo turno di Coppa di Portogallo, lo Sporting riuscirà in Coppa delle Coppe ad eliminare l'Olympique Lione in semifinale alla gara di spareggio, raggiungendo la finale contro gli ungheresi del MTK Budapest all'Heysel di Bruxelles. La gara terminerà 3-3 ai supplementari, con i portoghesi sotto dopo 19 minuti, rimontanti e rimontati e riusciti a trovare il pareggio definitivo all' 80'. Si fu costretti quindi alla ripetizione, due giorni dopo al Bosuilstadion di Anversa, vinta dai biancoverdi grazie ad un gol da calcio d'angolo di João Morais. Lo Sporting Lisbona raggiungerà quindi il suo primo e unico titolo europeo.
Viene richiamato sulla panchina dello Sporting a gennaio 1965, al posto del francese Jean Luciano, ma stavolta in Coppa delle Coppe esce agli ottavi, contro i gallesi del Cardiff City e lascia la panchina a marzo.
Torna per la terza volta alla guida dei biancoverdi all'inizio della stagione successiva, inizia con un 4-0 sul campo del Bordeaux in Coppa delle Fiere, ma lascia dopo due pareggi consecutivi in campionato. Senza di lui la squadra diventa campione di Portogallo per la dodicesima volta nella storia.
Nella stessa stagione va ad allenare il CUF Barreiro, che porterà ad un nono posto in campionato. La stagione successiva arriva ottavo, mentre non conclude la terza a causa di un incidente stradale in cui rimane ferito gravemente e che gli fa concludere la carriera di allenatore, a 50 anni.
Contemporaneamente alla carriera calcistica è stato architetto. Tra i suoi lavori c'è il progetto, insieme ad António Augusto Sá da Costa, del vecchio Stadio José Alvalade, inaugurato nel 1956. Insieme a Porfírio Pardal Monteiro, morto nel 1957, e in seguito al nipote di quest'ultimo António ha progettato invece l'Hotel Tivoli, la Biblioteca nazionale del Portogallo e tre edifici dell'Università di Lisbona: la Reitoria, premiata con il Prémio Valmor e Municipal de Arquitetura, la Facoltà di Legge e quella di Lettere. Altro lavoro è stato l'Hotel Florida, sempre nella capitale portoghese.
Muore il 19 gennaio 2000, a 81 anni, in Spagna, a Madrid.

## Galleria d'immagini

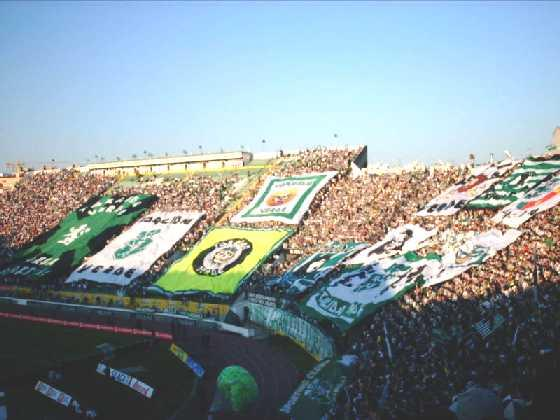
Stadio José Alvalade
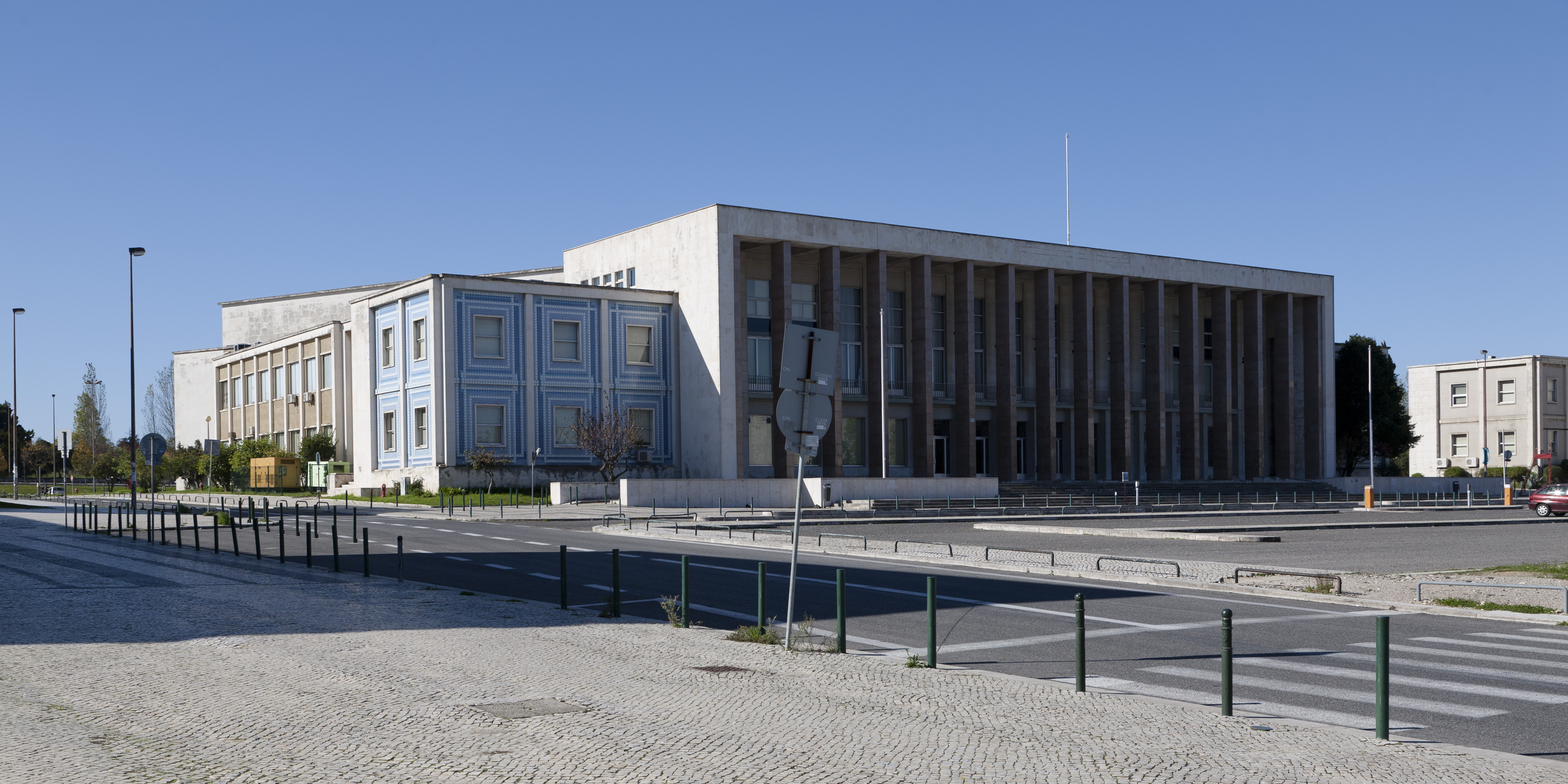
Reitoria dell'Università di Lisbona
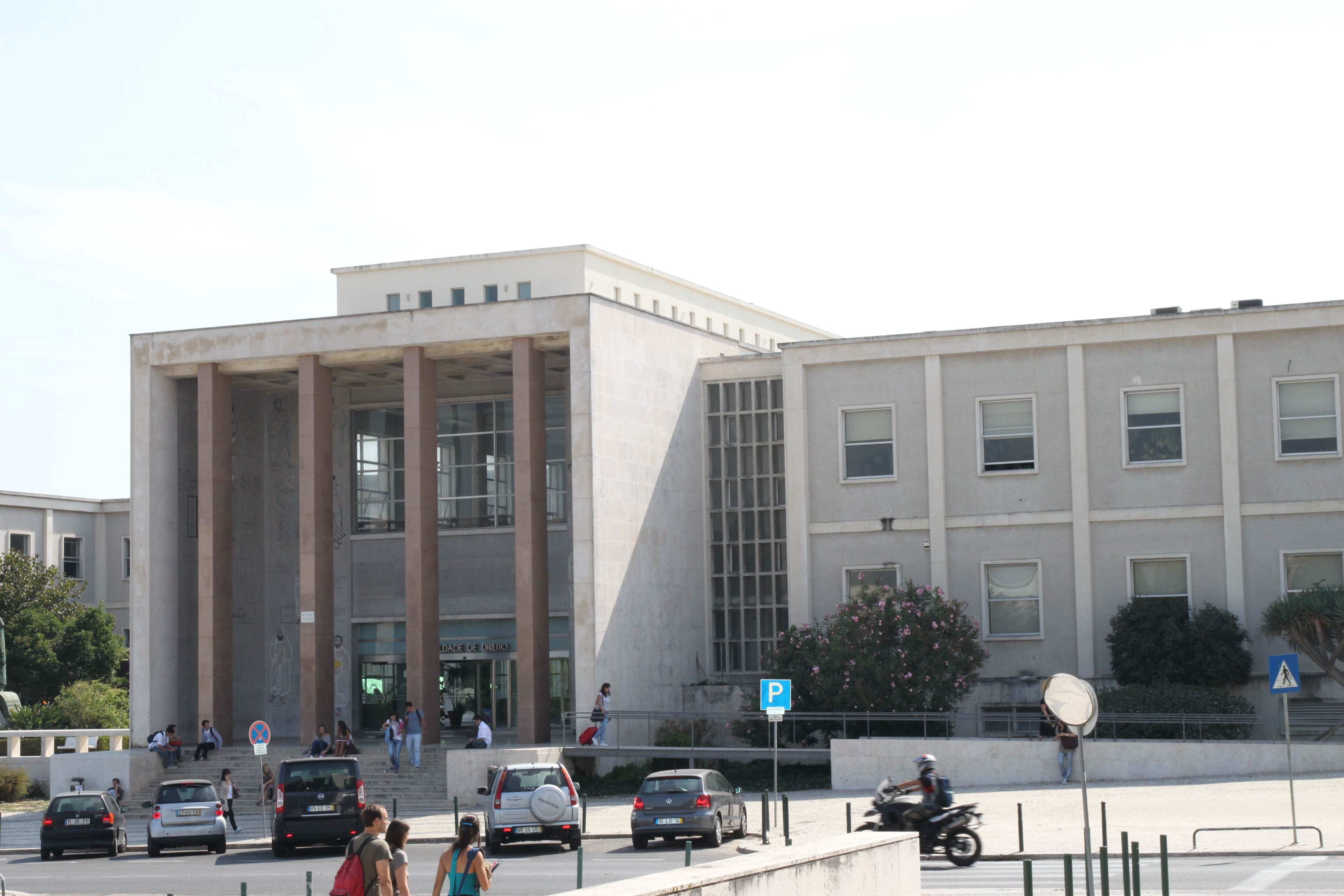
Facoltà di Legge dell'Università di Lisbona
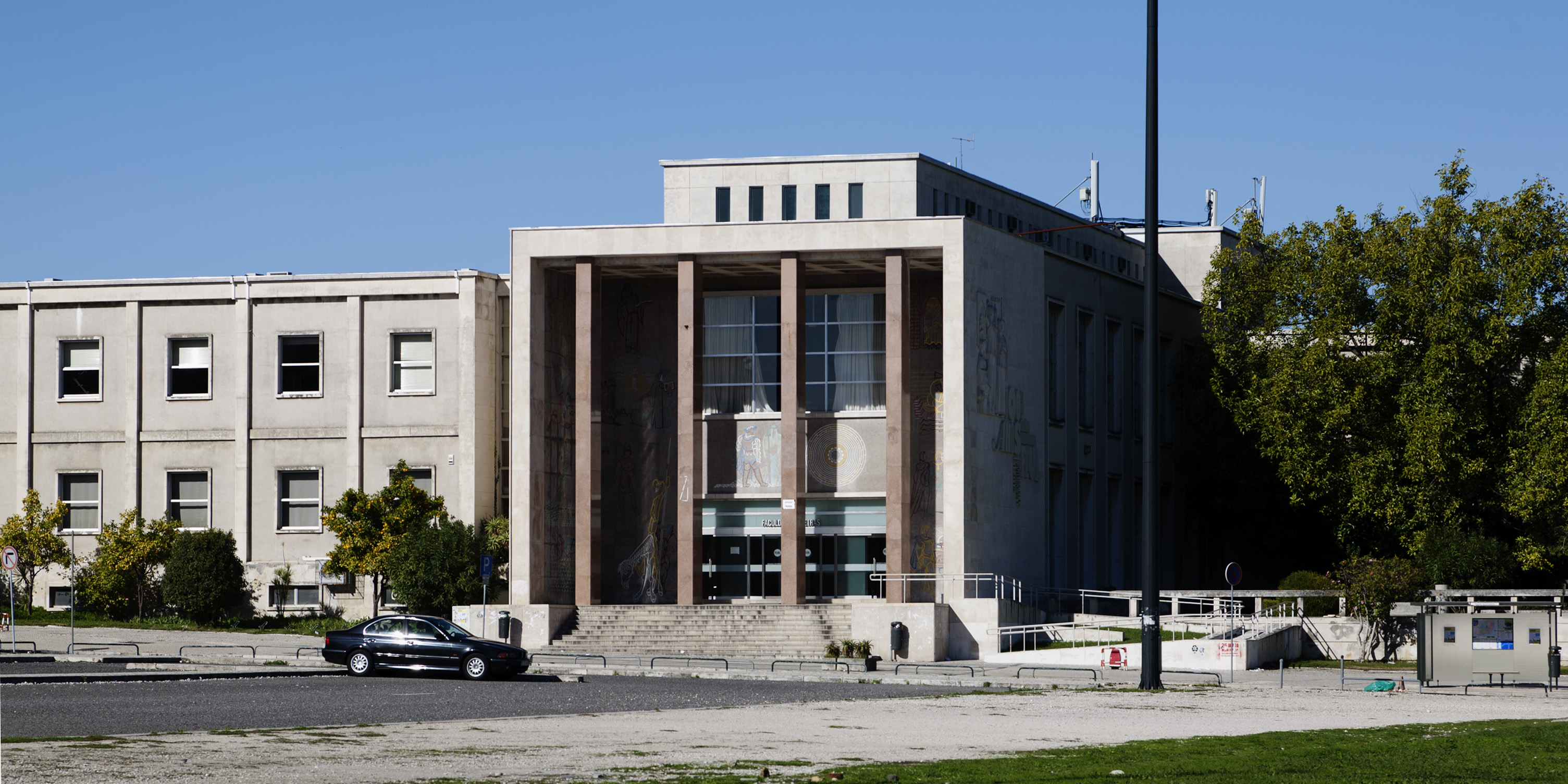
Facoltà di Lettere dell'Università di Lisbona

## Palmarès

### Allenatore

#### Club

##### Competizioni internazionali
- Coppa delle Coppe: 1

Sporting Lisbona: 1963-1964